# Polistes annularis
Polistes annularis (лат.) — вид общественных ос из семейства Vespidae.

## Распространение
Встречаются в Северной Америке: от восточных штатов США (от Нью-Йорка на севере до Флориды на юге) и на запад до Южной Дакоты и Техаса.

## Описание
Самки длиной 18,5—23,5 мм, а самцы — 17,5—19,5 мм. P. annularis демонстрируют небольшой половой диморфизм в окраске (у самцов отсутствуют жёлтые отметины на клипеусе и мезоплевроне). Также наблюдается географическая вариация в окраске между северными и южными популяциями. У северных популяций грудка P. annularis с рыжевато-красными отметинами на преимущественно чёрном общем окрашивании (мезосома чёрная, а на пронотуме, краях скутеллюма, на скутуме и сверху мезоплеврона имеются рыжевато-красные отметины), тогда как на юге ареала грудка более рыжая с чёрными отметинами (мезосома рыжеватая с чёрными областями на пронотуме, заднем кре скутума, также чёрные плевральные швы и центральная бороздка на проподеуме). Ноги окрашены от чёрного до рыжеватого цвета.

## Экология
Осы Polistes annularis строят свои гнёзда на ветвях деревьев и кустарников, а также и на зданиях. Эти гнёзда отличаются от гнёзд других полистов своими большими размерами (в них около 500 ячеек). В ячейках гнёзд Polistes annularis отмечено паразитирование ос-кукушек вида Parancistrocerus fulvipes.
P. annularis охотятся на гусениц бабочек из различных семейств, среди которых представители Arctiidae, Saturniidae, Geometridae, Limacodidae, Lymantriidae, Notodontidae, Nymphalidae, Sphingidae, Erebidae, Noctuidae, Amphisbatidae и Elachistidae.

## Систематика
Первое описание Polistes annularis было сделано шведским натуралистом Карлом Линнеем в его труде 1763 года «Centuria Insectorum», где он назвал этот вид как Vespa annularis. Затем, в 1804 году он был перенесён в род Polistes датским энтомологом Йоганом Фабрициусом, спустя два года после того как французский зоолог Пьер Латрейль установил этот род. Вид относится к американскому подроду Aphanilopterus.